# Marmota broweri
Marmota broweri е вид бозайник от семейство Катерицови (Sciuridae).

## Разпространение
Видът е разпространен в САЩ (Аляска).